# Strada statale 320 di Cascia
La strada statale 320 di Cascia (SS 320), ad eccezione del tratto Triponzo-Serravalle, riclassificato nell'itinerario della strada statale 685 delle Tre Valli Umbre, è una strada statale italiana che si snoda in Umbria.

## Percorso
La strada ha origine distaccandosi dalla ex strada statale 209 Valnerina nei pressi di Triponzo, frazione di Cerreto di Spoleto. Lungo tutto il suo tracciato, la strada risale il percorso del fiume Corno, passando per la frazione di Serravalle (nel comune di Norcia), dove incrociava la ex strada statale 396 di Norcia), e deviando quindi verso sud fino a raggiungere Cascia.
Oggi la SS 320 ha inizio nei pressi di Serravalle fino a Cascia con l'innesto con la SS 471 con una lunghezza di 12,350 km.
In seguito al decreto legislativo n. 112 del 1998, dal 2001 la gestione è passata dall'ANAS alla Regione Umbria che ha poi ulteriormente devoluto le competenze alla Provincia di Perugia, mantenendone comunque la titolarità. A seguito poi del D.P.C.M. del 23 novembre 2004, dal 4 settembre 2006 il tratto Triponzo-Serravalle (dal km 0,000 al km 11,100) è stato inserito nella rete stradale di interesse nazionale come parte dell'itinerario della strada statale 685 delle Tre Valli Umbre e la gestione è tornata all'ANAS.
Nei pressi di Triponzo il tracciato originariamente si affiancava a quello della ferrovia Spoleto-Norcia, costeggiando e attraversando due volte il fiume Corno, fiancheggiava l'antica opera romana della Balza Tagliata, nei pressi della quale la strada lambiva lo sbarramento a diga del fiume Corno, in corrispondenza dell'imbocco del tunnel idraulico Triponzo-Piediluco (galleria della lunghezza di circa 40 km). Tale tracciato , oggi chiuso al traffico veicolare, è stato bypassato grazie ad un moderno tunnel. La dismissione negli anni novanta di questo tratto comportava l'isolamento dell'abitato di Nortosce, la cui unica via di accesso (di cui oggi resta solo una mulattiera ) dipartiva proprio dal tratto dismesso dalla SS 320, si rese dunque necessario realizzare ex-novo una nuova strada di accesso, avente oggi origine nella sp 470 di Poggiodomo .

## Strada statale 320 dir di Cascia
La ex strada statale 320 dir di Cascia (SS 320 dir), ora strada regionale 320 dir di Cascia (SR 320 dir), è una strada regionale italiana.
Rappresenta una diramazione della SS 320 che ha inizio a Cascia e collega il paese umbro con la frazione di Roccaporena, sito che ospita luoghi sacri legati alla figura di santa Rita da Cascia.
In seguito al decreto legislativo n. 112 del 1998, dal 2001 la gestione è passata dall'ANAS alla Regione Umbria che ha poi ulteriormente devoluto le competenze alla Provincia di Perugia, mantenendone comunque la titolarità.